# Romano pontifici eligendo
Romano pontifici eligendo est une constitution apostolique promulguée par le pape Paul VI le 1er octobre 1975. Elle institue un certain nombre de réformes dans le processus d'élection des papes en créant notamment les notions de «cardinaux électeurs» et de «cardinaux non électeurs», mais porte aussi sur la vacance du siège apostolique et sur les funérailles des papes. Par contre, elle ne fait aucunement état des rituels relatifs au couronnement des papes ou l'inauguration des nouveaux pontificats. Elle a été abrogée par la constitution apostolique Universi Dominici Gregis de Jean-Paul II, promulguée le 22 février 1996.
La constitution Romano Pontifici Eligendo se situe dans une succession de plusieurs textes pontificaux publiés par les prédécesseurs de Paul VI:
- La constitution apostolique Sede Apostolica Vacante de Pie X, promulguée le 25 décembre 1904 ;
- Le motu proprio Cum proxime (en) du 1er mars 1922 et la constitution apostolique Quae divinus du 25 mars 1935 de Pie XI;
- La constitution apostolique Vacantis Apostolicae Sedis de Pie XII du 8 décembre 1945;
- Le motu Proprio Summi Apostolicae Sedis de Jean XXIII du 5 septembre 1962.

## Les cardinaux non électeurs
La réforme la plus significative de Romano Pontifici Eligendo réside dans la limitation du droit d'élire les papes aux seuls cardinaux ayant moins de quatre-vingts ans. Cela signifie donc que les cardinaux ayant plus de quatre-vingts ans ne peuvent plus participer aux conclaves. La réforme crée donc deux types de cardinaux : les électeurs et les non électeurs.
La raison alléguée pour justifier cette réforme est que les conclaves ont tendance à être intenses et éprouvants. En effet, jusqu'en 1996, les cardinaux étaient enfermés dans le palais du Vatican, obligés de vivre temporairement dans des salles aménagés pour la durée du conclave. Les cardinaux étaient contraints à la promiscuité, devant dormir sur des lits loués, et devaient partager des toilettes communes. Parfois, les cardinaux les plus âgés étaient trop malades pour se rendre à la chapelle Sixtine. La décision de Paul VI fut donc de retirer aux cardinaux plus âgés les obligations liées au conclave et leur épargner des conditions de vie difficiles compte tenu de leur grand âge.

## Le nombre de cardinaux
Paul VI réaffirme que le nombre de cardinaux ayant le droit de vote ne doit pas dépasser 120, et que seuls les cardinaux âgés de moins de 80 ans au premier jour de la vacance du siège apostolique sont admis à voter.

## Restrictions lors des conclaves
La constitution apostolique impose également des règles très strictes sur le comportement que les cardinaux doivent adopter lors des conclaves. Elle impose aussi que les fenêtres de la chapelle Sixtine soient fermées avec des planches pendant toute la durée des conclaves. 
Certains cardinaux se sont alors plaints de ces restrictions, les jugeant excessives, après les avoir vécues lors des deux conclaves de 1978. C'est pourquoi, quelques années plus tard, le pape Jean-Paul II a aboli ces restrictions en 1996 dans la constitution apostolique Universi dominici gregis.

## Vacance du pouvoir
À la mort d'un pape, c'est au collège des cardinaux tout entier qu'incombe de gouverner l'Église pendant la période de vacance du pouvoir pontifical. Toutefois, cette gouvernance doit se limiter aux activités ordinaires et à celles qui, par leur nature, ne pourraient pas être différées jusqu'à l'élection du nouveau pape. Les pouvoirs de la Curie romaine sont donc réglementés durant toute cette période.
La mission première du collège des cardinaux est de prier pour le repos de l'âme du pape défunt, pendant les neuf jours qui suivent son décès, préparer les funérailles et effectuer tout le travail préparatoire à l'élection du nouveau pape. Il est expressément interdit de photographier le pape défunt sans ses habits pontificaux, et les appartements privés du pape demeurent fermés jusqu'à l'élection de son successeur.

## Couronnement des papes

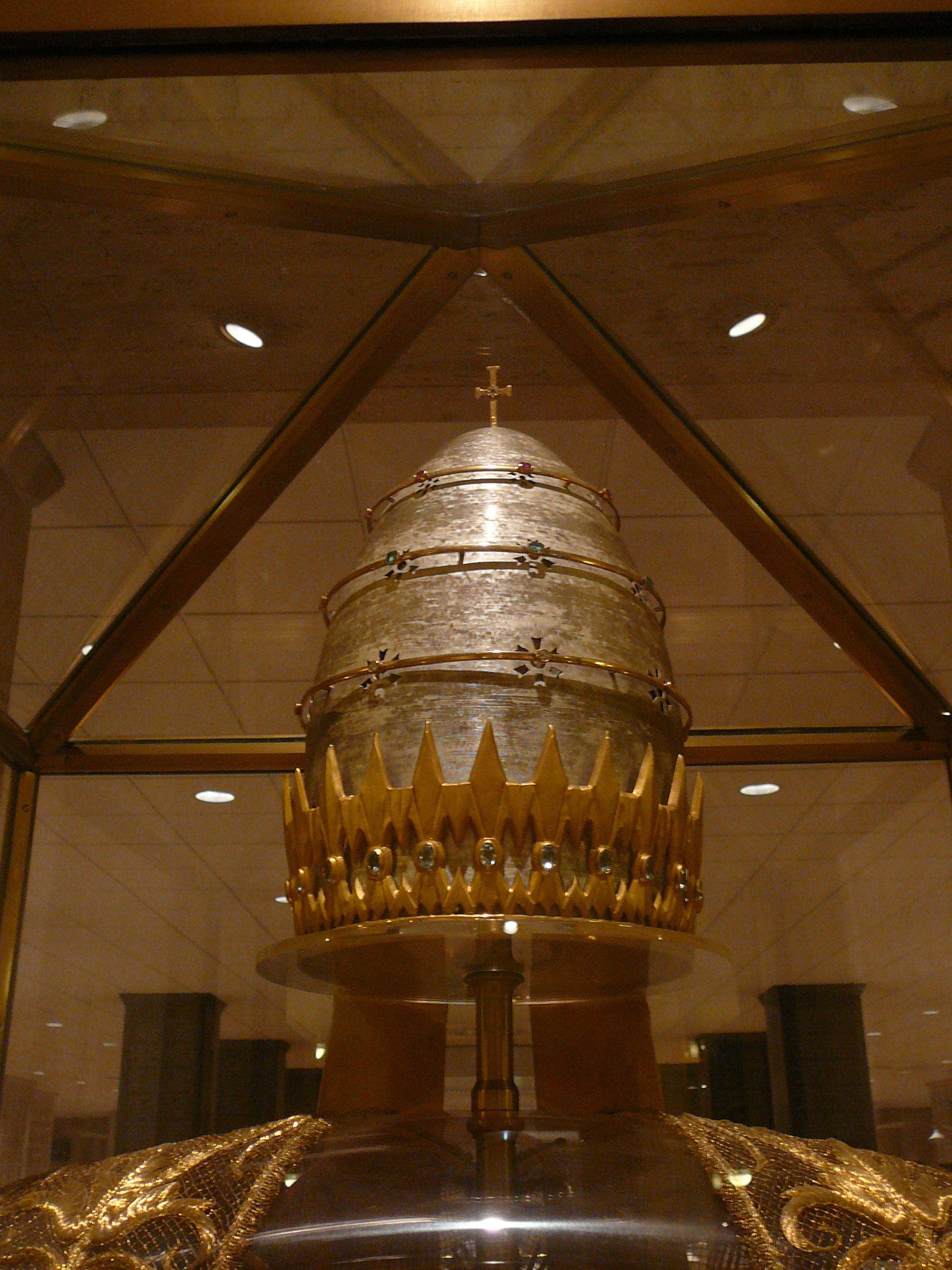
Tiare papale de Paul VI, qui est depuis 1968 dans la crypte de la basilique du sanctuaire national de l'Immaculée Conception à Washington DC

Lorsque Paul VI a révisé les règles régissant l'élection des papes, il a déclaré qu'il abandonnait l'utilisation de la Tiare papale, la triple couronne des papes, mais il a maintenu dans la constitution apostolique, au 92e et dernier paragraphe, la notion de couronnement du nouveau souverain pontife. 
Ses successeurs directs, élus conformément à cette constitution, les papes Jean-Paul Ier, Jean-Paul II, Benoît XVI et François ont choisi de ne pas être couronnés. 
Dans l'homélie inaugurale de son pontificat, Jean-Paul II déclare à propos du couronnement : « Au cours des siècles passés, lorsque les successeurs de Pierre ont pris possession de leur siège, la tiare papale a été placée sur leur tête. Le dernier pape à être couronné fut Paul VI en 1963, mais après la cérémonie du couronnement solennel, il n'a jamais utilisé la tiare et a laissé le soin à ses successeurs de décider de le faire ou non. Le pape Jean-Paul Ier, dont la mémoire est si vive dans nos cœurs, ne voulut pas recevoir la tiare, ce que son successeur ne veut pas non plus aujourd'hui. Ce n'est pas le moment de faire une cérémonie avec un objet considéré, à tort, comme un symbole du pouvoir temporel des papes. Le monde actuel nous appelle, nous pousse, nous oblige à regarder le Seigneur et nous oblige à plonger dans une humble et pieuse méditation sur le mystère du pouvoir souverain du Christ lui-même ».

## Sources
- (fr) La Constitution Apostolique Romano Pontifici Eligendo du pape Paul VI.